# Scriptania petrowskyi
Scriptania petrowskyi är en fjärilsart som beskrevs av Köhler 1961. Scriptania petrowskyi ingår i släktet Scriptania och familjen nattflyn. Inga underarter finns listade.